# اتحاد شورشیان
اتحاد برای بازگرداندن جمهوری که به‌طور خلاصه با نام اتحاد شورشیان شناخته می‌شود، یک ائتلاف جمهوری دموکراتیک از جناح‌های انقلابی و نظام مخفی درون دنیای خیالی جنگ ستارگان است.
برای ارتجاع به شکل‌گیری امپراتوری کهکشان، ائتلاف عملیات‌های مخفی شورشگری در جهان پادشاهی امپراتوری و جنگ چریکی علیه سفینه امپراتوری در سراسر کهکشان جنگ ستارگان انجام داد. در حالی که امپراتوری همه اقدامات شورشیان را به عنوان افراط گرایی در تبلیغات خود در نظر می‌گیرد، این ائتلاف به عنوان مبارزان آزادی مقاوم در رسانه‌های مختلف جنگ ستارگان توصیف شدند، که این توصیف بر اساس تحمل، توانمندسازی در گوناگونی سلاح‌ها و تاکتیک‌های شورشی و امید برای آینده بهتر است.
ائتلاف شورشی برای اولین بار در سال ۱۹۷۷ در فیلم جنگ ستارگان ظاهر شد و در دو فیلم دیگر امپراتوری ضربه می‌زند(۱۹۸۰) و بازگشت جدای(۱۹۸۳) به عنوان جناح اصلی برجسته شد. همچنین فعالیت‌های آغازین آن در مجموعه تلویزیونی دیزنی اکس دی به نام جنگ ستارگان شورشیان و فیلم ۲۰۱۶ روگ وان دیده شد.
جستارهای وابسته